# Кастория
Кастори́я (Касторья́, греч. Καστοριά) — город на северо-западе Греции. Высота над уровнем моря — 700 метров. Город находится на западном берегу озера Кастория (Орестиада), в 50 километрах к северо-западу от Козани, в 142 километрах к западу от Салоник и в 353 километрах к северо-западу от Афин. Является административным центром одноименной общины и одноименной периферийной единицы в периферии Западная Македония. Население — 13 387 человек по переписи 2011 года.
Основная отрасль экономики города — меховая промышленность. На территории города расположено более 500 меховых фабрик. На втором месте — туризм. Туристов, кроме древних строений и живописных пейзажей, привлекает шопинг, особенно в покупке шуб из натурального меха.
Также Кастория — центр Касторийской митрополии Элладской православной церкви. Одна из главных достопримечательностей митрополии — монастырь Пресвятой Богородицы Мавриотиссы, основанный в 1082 году в 3 километрах от Кастории на берегу озера.
Через город проходит национальная дорога 15 Преспа — Гревена. В 5 километрах к югу от Кастории расположен аэропорт «Аристотелис».

## Этимология названия
Существует три версии происхождения названия «Кастория». В Средние века считалось, что город берёт своё имя от др.-греч. κάστορας — «бобёр», из-за бобров, обитавших в озере Кастория в большом количестве в предыдущие столетия. Второй вариант рассказывает, что город берёт своё имя от мифологического греческого героя Кастора, одного из Диоскуров, сына Леды и Зевса. По третьей версии — от греч. κάστρο от лат. castrum — «укрепление, лагерь, крепость».

## История
Окрестности Кастории заселены с неолита. В 7 километрах к юго-востоку от города Кастория, на южном берегу озера Кастория, где сегодня располагается село Диспилио, в 1932 году профессор Антониос Керамопулос воспользовался низким уровнем воды в озере и провёл первые в этом регионе исследования. Находки подтверждают, что здесь находилось неолитическое поселение на сваях (5500—3500 до н. э.). Раскопки, которые проводились профессором доисторической археологии университета Аристотеля в Салониках Георгиосом Хурмузиадисом подтверждают существование доисторического поселения в Диспилио. Была найдена табличка из Диспилио с текстом, датированная примерно 5260 годом до н. э., что делает её одним из древнейших в мире памятников письменности.
На месте современной Кастории ранее находился древний город классического периода, основанный в V веке до н. э. эолийцами. Римский историк Тит Ливий упоминает укреплённый городок Келетр (Κήλητρον ή Κέλετρον, лат. Celetrum) на полуострове у озера Орестиада. В ходе Второй Македонской войны (200—197 до н. э.) между Римом и Филиппом V военачальник Публий Сульпиций Гальба Максим осадил и захватил Келетр. Название Келетр происходит от глагола «κηλώ», что означает «привлекать, очаровывать». Такое название было дано городу, потому что возможно тогда этот регион производил большое впечатление на окружающих. После победы во Второй Македонской войне римляне основали военное укрепление на месте современной Кастории. Прокопий Кесарийский в сочинении «О постройках» упоминает древний богатый город Диоклетианополь (Διοκλητιανούπολις), основанный при императоре Диоклетиане (284—305) по соседству с озером Кастория, в области современного города Аргос-Орестикон, который из-за нападений варваров пришёл в упадок и обезлюдел. Император Юстиниан I выстроил новый укреплённый город на полуострове, вдающемся в озеро Кастория, которому дал своё имя — Юстинианополь (Ἰουστινιανούπολις). Крепость составляли два ряда стен, которые начинались от одного берега озера на юге перешейка, вдающегося в озеро, и шли к северному берегу озера. Там крепость становилась более широкой.
После завоевания царём Болгарии Самуилом в 990 году город получил славянское название Костур. В 1018 году император Василий II Болгаробойца присоединил вновь Костур к Византии. В 1083 году Костур захвачен норманнами под предводительством Роберта Гвискара и его сына Боэмунда. В 1218 году Костур вошёл в состав Эпирского царства Феодора Комнина Дуки. В 1259 году захвачен войсками Никейской империи. В 1345 году вошёл в состав Сербского царства Стефана Душана. В 1380 году городом завладели албанцы (Балша II, семья Музаки). В 1385 году захвачен османами. В период османского владычества носил турецкое название Кесрие (тур. Kesriye), относился к Монастирскому вилайету и был важным торговым, ремесленным и культурным центром со смешанным многонациональным населением. С XIV века велась обработка меха. В XVII веке появились артели скорняков.
Город был освобождён от осман греческой армией в Первую Балканскую войну 11 ноября 1912 года.
После Второй Балканской войны по Бухарестскому мирному договору 1913 года город официально отошёл королевству Греция. В 1941—1944 годах Кастория оккупирована итальянскими и германскими войсками.

## Музеи
Музеи Кастории:
- Этнографический музей Кастории[англ.], открытый в 1975 году и расположенный в особняке Нерандзиса Айвазиса XVII века в районе Долцо[болг.]
- Византийский музей
- Музей памятников[англ.]
- Музей борьбы за Македонию
- Музей костюма[англ.] в усадьбе Эммануил[болг.] 1750 года в районе Долцо

## Спорт
Муниципальный стадион «Кастория» вместимостью около 8 тысяч мест является домашним стадионом футбольного клуба «Кастория», обладателя Кубка Греции 1980 года.

## Памятники архитектуры и живописи Кастории
Старая (восточная) часть города Кастория находится на полуострове, вдающемся в озеро Кастория. В северо-западной части старого города, на перешейке полуострова сохранились руины стен римского, раннехристианского, византийского и поствизантийского периодов. Крепостная стена имела четыре башни, сохранилась одна из них, и так называемые Большие ворота — главный вход в город. В византийский период, в 535 году, в правление Юстиниана I была построена внутри крепостной стены цитадель с башнями и стенами, смыкавшимися с внешней стеной. Цитадель достраивалась и перестраивалась в IX—X вв. Цитадель была разрушена турками в 1904 году. На южной окраине города, на мысу — монастырь Пресвятой Богородицы Мавриотиссы (XI в.), на территории которого находится церковь XI века с росписями XIII века и колокольней и часовня святого Иоанна Богослова XVI века с росписями 1552 года.
Всего в Кастории находится более 70 церквей IX—XIX вв. Наиболее древние из них относятся к IX—XI веку. В квартале Елеусы находятся церковь Святого Стефана (примерно 900 года постройки с росписями начала X века, XII — начала XIII века, в нартексе — конец XIII — начало XIV века) и церковь Святого Георгия Победоносца «тис Политиас» (IX—X вв.). В соседнем квартале Иконому, совпадающем с территорией крепости находятся церковь Панагии Кумбелидики, или Скутариотисса (триконх в плане, начала X века с росписями 1260—70 гг., XVII века, на фасаде — 1496 года), церковь Святого Димитрия Солунского (крошечная однонефная базилика), церковь Святого Таксиарха у Гимназии (Архангела Михаила, маленький однонефный храм). В северной части города находится церковь Святых Бессребреников (Святых Космы и Дамиана, 1-я треть XI века с росписями XI века, конца XII века, XIX века). На площади Омония находится церковь Святого Николая Чудотворца Каснициса (XII века с росписями конца XII века). Рядом с Митрополией находится церковь Святого Афанасия Великого «ту Музаки» (построена и украшена фресками в 1384/85 г. братьями Стоей и Феодором Музаки и иеромонахом Дионисием). Церковь Святых Таксиархов у Митрополии (Чиноначальников архангелов Михаила и Гавриила, примерно 900 года постройки на месте раннехристианской базилики с росписями начала X века, 1359—60 гг., на фасаде — середина XIII, XV века) представляет собой трёхнефную базилику и скорее всего была кладбищенской церковью.
Памятники гражданской архитектуры представлены особняками купеческих семей XVII—XIX вв.: особняк Скутариса, Басараса, Натзиса, Сахиниса, Эммануила (1750 года, ныне — Музей костюма), Папьяса.

## Экономика
Кастория и соседний Сьятиста — два главных центра Греции производства и торговли меховыми изделиями. В Кастории действует несколько сотен предприятий по производству меховых изделий из пушнины местных звероводческих хозяйств и иностранных поставщиков. Шубы из норки и другие меховые изделия вывозятся за рубеж, в том числе — в Россию. В Кастории проходит ежегодная международная выставка мехов Kastoria International Fur Fair.
Кастория — центр сельскохозяйственного района. Возделываются зерновые и зернобобовые культуры. Развито животноводство и садоводство. На озере Кастория развито рыболовство. В Кастории существуют предприятия текстильной, пищевой и деревообрабатывающей промышленности. Развита молочная и мясная промышленности, сыроделие и переработка сельскохозяйственного сырья. Производятся шерстяные ткани.

## Памятники архитектуры и живописи в окрестностях Кастории
В окрестностях Кастории находятся:
- Раскопки неолитического поселения на сваях в Диспилио
- Церковь Успения Пресвятой Богородицы[болг.] в селе Зевгостаси[болг.] (XI век)
- Базилика Святого Ахиллия[болг.] на острове Айос-Ахилиос на озере Микра-Преспа (X век)
- Церковь Святого Германа[болг.] в селе Айос-Ерманос[англ.] (XI век)
- Церковь Святого Георгия[болг.] в селе Оморфоклисия[болг.] (XIII век) с деревянным рельефом Святого Георгия
- Пещерные церкви в селе Псарадес[англ.] на берегу озера Большая Преспа (Церковь Панагия Елеуса[болг.] с росписями XIV—XV вв.)
- Каменные мосты XVI—XIX вв.
- Усадьбы XVIII века в городе Сьятиста

## Сообщество Кастория
Сообщество Кастория создано в 1918 году (ΦΕΚ 259Α). Площадь 57,318 квадратного километра. В сообщество входят четыре населённых пункта. Население 16 958 человек по переписи 2011 года.
| Населённый пункт | Население (2011), человек |
| ---------------- | ------------------------- |
| Апоскепос        | 139                       |
| Кастория         | 13 387                    |
| Кефаларион       | 353                       |
| Хлои             | 3079                      |

## Население
| Год  | Население, человек |
| ---- | ------------------ |
| 1991 | 16 156             |
| 2001 | 15 615             |
| 2011 | ↘ 13 387           |

## Известные уроженцы
- Христопулос, Афанасиос (1772—1847) — греческий поэт, писатель, лингвист, юрист, учёный и революционер.
- Братья Эммануил (уб. 1798) — греческие революционеры, соратники Ригаса Фереоса, задушены вместе с ним турками в Белграде.
- Хадзис, Василиос (1870—1915) — греческий художник, маринист и баталист.
- Папазоглу, Леонидас (1872—1918) — греческий фотограф конца XIX — начала XX веков.
- Захос, Аристотелис (1871—1939) — греческий архитектор.
- Томопулос, Кнуп[чеш.] (род. 1975) — американский рок-музыкант, основатель группы Viza.
- Доропулос, Василис (род. 1942) — современный греческий скульптор.
- Солон Григориадис (1912—1994) греческий морской офицер, участник Национального Сопротивления, журналист и историк.
- Димитрис Диамантидис (род. 1980) — греческий баскетболист, игрок сборной Греции, чемпион Европы 2005 года, серебряный призёр чемпионата мира 2006 года.

## Города-побратимы
- Энна, Италия

## Галерея
- Статуя Германа Каравангелиса в Кастории
- Статуя Афанасиоса Христопулоса в Кастории
- Дом Анастасиоса Пихеона в Кастории
- Мемориал Холокоста Кастории на кладбище Кирьят-Шауль[англ.] в Тель-Авиве в Израиле
- Кудрявые пеликаны на озере Кастория